# Seznam italijanskih libretistov
Seznam italijanskih libretistov.

## B
- Arrigo Boito

## C
- Salvatore Cammarano

## G
- Giuseppe Giacosa

## I
- Luigi Illica

## M
- Andrea Maffei
- Guido Menasci
- Metastasio

## P
- Francesco Maria Piave
- Lorenzo da Ponte

## R
- Felice Romani
- Gaetano Rossi
- Ruggiero Leoncavallo

## S
- Temistocle Solera
- Antonio Somma
- Cesare Sterbini

## T
- Andrea Tottola